# Pediculus schaeffi
Pediculus schaeffi är en insektsart som beskrevs av Fahrenholz 1910. Pediculus schaeffi ingår i släktet Pediculus och familjen människolöss. Inga underarter finns listade i Catalogue of Life.